# William Knowles
William Standish Knowles (Taunton, 1º giugno 1917 – Chesterfield, 13 giugno 2012) è stato un chimico statunitense.
Si laureò alla Columbia University nel 1942.
Ha ricevuto il premio Nobel per la chimica nel 2001 insieme a Ryōji Noyori ed a K. Barry Sharpless per il contributo allo sviluppo della sintesi asimmetrica catalitica, una tecnologia usata per preparare prodotti medici e farmaceutici.
È morto nel 2012 all'età di 95 anni.

## Educazione
Knowles ha frequentato la Berkshire School a Sheffield, Massachusetts. Ha condotto la sua classe accademicamente e dopo la laurea è stato ammesso all'Università di Harvard dopo aver superato gli esami del Consiglio di amministrazione del college. Sentendo di essere troppo giovane per andare al college, Knowles trascorse un anno alla Phillips Academy di Andover, Massachusetts. Alla fine dell'anno, ha vinto il suo primo premio in chimica, il premio Boylston da 50 dollari della scuola.
Dopo il suo anno di scuola preparatoria, Knowles ha frequentato Harvard, dove si è laureato in chimica, concentrandosi sulla chimica organica. Ha conseguito la laurea nel 1939 e ha frequentato la Columbia University per la scuola di specializzazione.

## Premio Nobel
Ha condiviso il Premio Nobel per la Chimica nel 2001 con Ryōji Noyori per il loro lavoro "sulle reazioni di idrogenazione catalizzate chiralmente". Il premi è stato anche assegnato a K. Barry Sharpless per lo sviluppo di una gamma di ossidazioni asimmetriche catalitiche. Knowles ha sviluppato uno dei primi catalizzatori di idrogenazione asimmetrica sostituendo i ligandi di trifenilfosfina achirale nel catalizzatore di Wilkinson con ligandi di fosfina chirale. Questo catalizzatore sperimentale è risultato efficace per la sintesi enantioselettiva, raggiungendo un modesto eccesso enantiomerico del 15%.
Knowles è stato anche il primo ad applicare la catalisi enantioselettiva dei metalli alla sintesi su scala industriale; mentre lavorava per la Monsanto Company ha sviluppato una fase di idrogenazione enantioselettiva per la produzione di L-DOPA, utilizzando il ligando DIPAMP.

Synthesis of L-DOPA via hydrogenation with C_{2}-symmetric diphosphine.

## Vita privata
Dopo il suo ritiro nel 1986, Knowles abitò a Chesterfield (Missouri), un sobborgo di St. Louis. In pensione ha ripristinato i terreni di una fattoria di 100 acri che sua moglie aveva ereditato. È stato sposato con sua moglie, Nancy, per 66 anni e ha avuto quattro figli, Elizabeth, Peter, Sarah e Lesley McIntire. Aveva anche quattro nipoti. Knowles è morto a Chesterfield il 13 giugno 2012 all'età di 95 anni. Lui e sua moglie avevano precedentemente dichiarato che la loro fattoria sarebbe stata donata per essere convertita in un parco cittadino dopo la loro morte.